# Riofrío de Aliste
Riofrío de Aliste (leóni nyelven Rufríu) település Spanyolországban,  Zamora tartományban. Riofrío de Aliste Gallegos del Río, San Vicente de la Cabeza, Mahide, Villardeciervos, Ferreras de Arriba, Tábara és Ferreruela községekkel határos. Lakosainak száma 599 fő (2024).

## Népesség
A település népessége az utóbbi években az alábbiak szerint változott:
| Lakosok száma | 1065 | 1019 | 951  | 894  | 819  | 756  | 701  | 646  | 632  | 599  |
|               | 2001 | 2004 | 2007 | 2009 | 2012 | 2014 | 2017 | 2019 | 2022 | 2024 |